# Да имаш или да бъдеш
Да имаш или да бъдеш (на английски: To Have or to Be?) е книга от 1976 г. на немския психоаналитик Ерих Фром. На български език е издадена за първи път от издателство „Кибеа“ през 1998 година (ISBN 954-474-068-6).
В тази книга Ерих Фром се опитва да разграничава двата модуса, както той ги нарича, на съществуването „да имаш“ и „да бъдеш“. Авторът споменава как модерното общество (САЩ и Западна Европа) става материалистично и предпочита „да има“ пред това „да бъде“. Разглежда проявлението на модусите в различните човешки области като запомнянето, времето и други.